# Лапушнянский уезд
Лапушня́нский уезд (рум. județul Lăpușna) — административно-территориальная единица Молдавии в 1999—2002 годах.

## История
В соответствии с административной реформой 1999 года, вся территория Молдавии вместо 40 районов разделялась на 9 уездов и одно АТО.
Лапушнянский уезд был образован в результате объединения Бессарабского, Леовского, Хынчештского, Чимишлийского и части Кайнарского районов Молдавии. Административным центром уезда стал город Хынчешты.
В 2002 году все районы, входившие в уезд, за исключением Кайнарского, восстановлены, а сам уезд упразднён.

## Интересный факт
В период нахождения Бессарабии в составе Королевства Румыния, Лапушнянским уездом назывался Кишинёвский уезд.